# Liste der Ständigen Vertreter Luxemburgs bei der NATO
Liste der ständigen Vertreter des Großherzogtums Luxemburg bei der Organisation des Nordatlantikvertrags (NATO) in Brüssel.

## Ständige Vertreter
- 1952–1953: Albert Wehrer
- 1953–1959: Nicolas Hommel
- 1959–1967: Paul Reuter
- 1967–1973: Lambert Schaus
- 1973–1977: Marcel Fischbach
- 1977–1984: Pierre Wurth
- 1984–1986: Jean Wagner
- 1986–1991: Guy de Muyser
- 1991–1993: Thierry Stoll
- 1993–1998: Paul Schuller
- 1998–2003: Jean-Jacques Kasel
- 2003–2005: Joseph Weyland
- 2005–2011: Alphonse Berns
- Seit 2011: Jean-Jacques Welfring